# Centre d'Investigació de Vol Armstrong
La NASA Neil A. Armstrong Flight Research Center (AFRC) és un centre d'investigació aeronàutica operat per la NASA. El seu campus principal es troba a la base Edwards Air Force a Califòrnia i es considera el lloc principal de la NASA per a la investigació aeronàutica. AFRC opera algunes de les aeronaus més avançades del món i és conegut per moltes novetats en l'aviació, inclòs el suport al primer avió tripulat que supera la velocitat del so en vol pla (Bell X-1), la velocitat més alta per una tripulació, avions motoritzats (X-15 nord-americà), el primer avió digital pur fly-by-wire (F-8 DFBW), i molts altres. AFRC opera un segon emplaçament al costat de la planta 42 de la Força Aèria a Palmdale, Califòrnia, conegut com a edifici 703, antigament l'antiga instal·lació de producció de Rockwell International / North American Aviation. Allà, AFRC allotja i opera diversos avions de la Direcció de Missió Científica de la NASA, inclosos SOFIA (Observatori Estratosfèric per a l'Astronomia Infraroja), un laboratori de vol DC-8, un UAVSAR Gulfstream C-20A i una plataforma d'alta altitud ER-2. A partir del 2023, Bradley Flick és el director del centre.

El logotip històric de l'aleshores Dryden Flight Research Center (abans de març de 2014).

Establert com a Comitè Assessor Nacional per a la Unitat de Proves de Vol de l'Aeronàutica de Muroc (1946), el centre va ser conegut posteriorment com l'Estació d'Investigació de Vol d'Alta Velocitat de la NACA (1949), l'Estació de Vol d'Alta Velocitat de la NACA (1954), la NASA d'Alta Velocitat. Flight Station (1958) i el Centre d'Investigació de Vol de la NASA (1959). El 26 de març de 1976, el centre va ser rebatejat com a Centre d'Investigació de Vol d'Ames-Dryden de la NASA (DFRC) en honor a Hugh L. Dryden, un destacat enginyer aeronàutic que va morir al càrrec com a administrador adjunt de la NASA el 1965 i Joseph Sweetman Ames, que va ser un físic eminent i va exercir com a president de la Universitat Johns Hopkins. La instal·lació va prendre el seu nom actual l'1 de març de 2014, en honor a Neil Armstrong, un antic pilot de proves del centre i el primer ésser humà que va caminar a la Lluna.
AFRC va ser la llar del Shuttle Carrier Aircraft (SCA), un Boeing 747 modificat dissenyat per portar un òrbitador del transbordador espacial de tornada al Centre Espacial Kennedy si un aterrava a Edwards.
El centre va operar durant molt de temps el bombarder B-52 Stratofortress més antic, un B-52B (anomenat Balls 8 pel seu número de cua, 008) que s'havia convertit en avions de prova de caiguda. 008 va deixar caure molts vehicles de prova supersònics, des del X-15 fins al seu darrer programa d'investigació, el X-43A hipersònic, impulsat per un coet Pegasus. Retirat el 2004, l'avió s'exhibeix prop de la porta nord d'Edwards.

## Ubicació
Tot i que Armstrong Flight Research Center sempre s'ha situat a la vora del llac Rogers Dry, la seva ubicació precisa ha canviat amb els anys. Actualment resideix a la vora nord-oest del llit del llac, just al sud de North Gate. Els visitants han d'obtenir accés tant a Edwards AFB com a NASA AFRC.
El llit del llac sec de Rogers ofereix un paisatge únic i adequat per a la recerca de vol: condicions seques, pocs dies de pluja a l'any i espais grans, plans i oberts en els quals es poden realitzar aterratges d'emergència. De vegades, el llit pot albergar una longitud de pista de més de 40.000 peus. És la llar d'una rosa de brúixoles d'uns 2.000 peus d'ample, en la qual els avions poden aterrar al vent en qualsevol direcció.

## Llistat de projectes actuals
- X-56
- X-57
- X-59 QueSST
- Caçador de somnis
- UAS al NAS
- TGALS

## Aeronaus exposades
- NB-52B Balls 8 NASA 008
- Bell X-1E AF Ser. Núm. 46-063
- F-104N - NASA 826
- Ala supercrítica F-8 - NASA 810
- F-8 Digital Fly-by-wire - NASA 802
- F-15B ACTIVE - NASA 837
- Grumman X-29 - NASA 849
- Lockheed SR-71 Blackbird LASRE - NASA 844
- Cos d'elevació Northrop HL-10 - NASA 804
- Rockwell HiMAT